# Batcombe (Dorset)
Batcombe – wieś w Anglii, w hrabstwie Dorset, w dystrykcie (unitary authority) Dorset. Leży 17 km na północny zachód od miasta Dorchester i 185 km na południowy zachód od Londynu. W 2001 miejscowość liczyła 104 mieszkańców.